# Dorcus hopei
El ciervo volante de China (Dorcus hopei) es una especie de coleóptero de la familia Lucanidae. Contiene dos subespecies: Dorcus hopei hopei, que habita en China, y Dorcus hopei binodulosus, que habita en Japón. El nombre científico (hopei) es un homenaje al entomólogo Frederick William Hope.

## Características
La longitud del cuerpo es de 21-78 mm para el macho, 82,7 mm en cautiverio (2003), 22-48 mm para la hembra, 54 mm en cautiverio.
En las especies grandes de Dorcus, cuanto más grande es el individuo, más dientes internos (espinas internas) están ubicados hacia la punta y tienden a mirar hacia adelante, pero esta tendencia es particularmente fuerte en esta especie.
Las protuberancias cerca de la base de la gran mandíbula también son particularmente claras.
Dorcus hopei es un poco más grande, más grueso, mandíbulas más gruesas y más curvas, pero muchas personas no notan la diferencia.
Es bien sabido que los individuos grandes de D. hopei tienen dientes principales y dientes internos superpuestos, pero ningún individuo de D. hopei japonés no tiene dientes principales y dientes internos superpuestos.

## Distribución

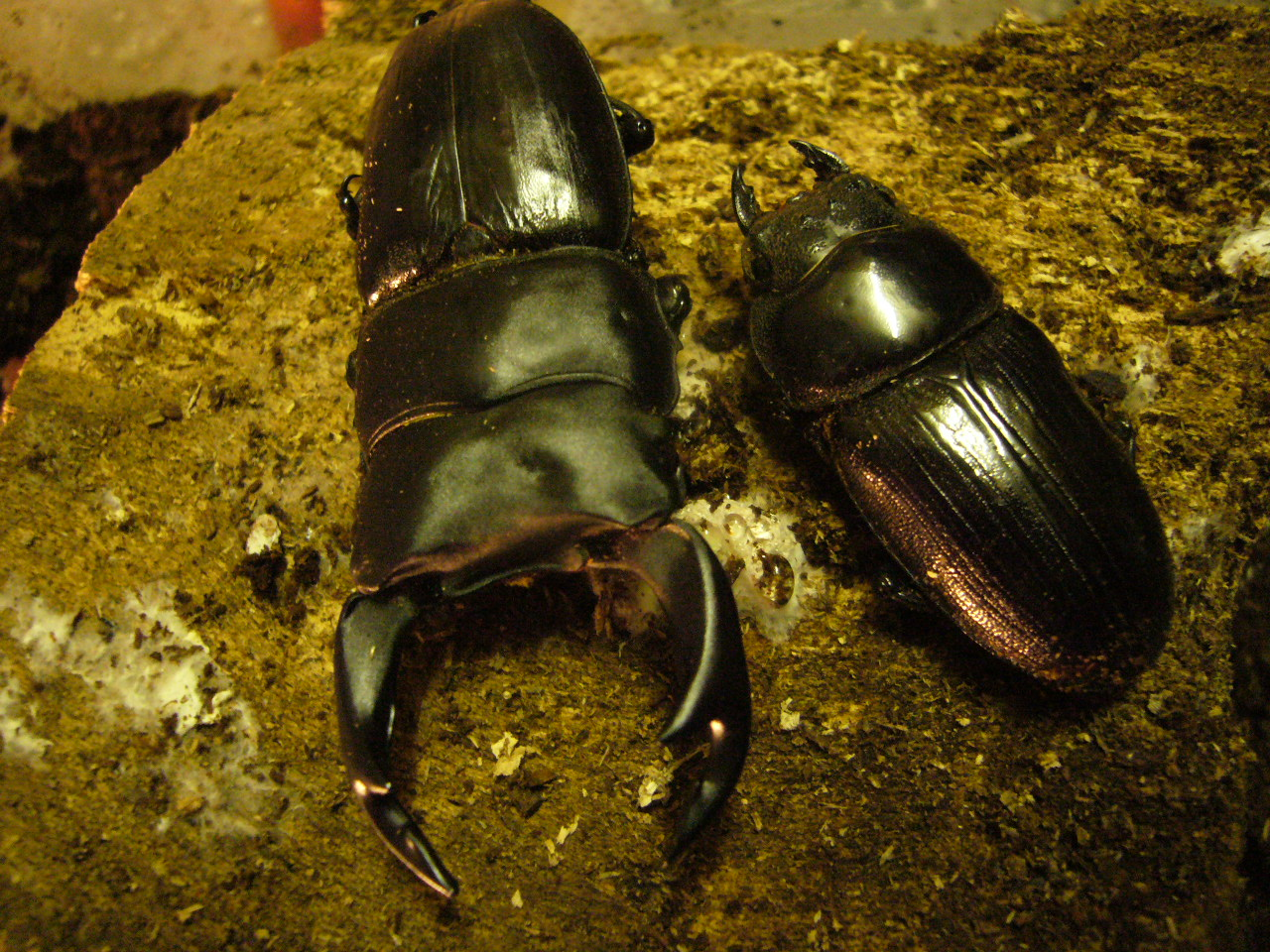
Dimorfismo sexual mostrado entre un macho (izquierda) y una hembra (derecha).

D. hopei habita en Vietnam, Tailandia, India, Laos, Nepal, Taiwán, China, Corea y Japón. La temporada de invierno en estos países hace que las larvas sinteticen 6 tipos de proteínas anticongelantes, ya que pasan el invierno bajo tierra. Esta especie es el primer escarabajo fuera de la superfamilia Tenebrionoidea conocida por producir proteínas anticongelantes.

## Dieta
Al igual que otros escarabajos ciervos volantes, esta especie consume el líquido de las frutas, como las manzanas.

## Ecología
Habita en bosques latifolios desde llanuras hasta montañas, y el número de habitantes es pequeño.
Los adultos son nocturnos y se alimentan de la savia de la madera dura.
El macho tiene un territorio en el hueco de un gran árbol por donde sale la savia. A veces vive con una hembra (guardia de pareja).
Las hembras vuelan en busca de territorios con machos y zonas de desove. Los adultos tienen una vida útil de 2 a 5 años.
Las hembras ponen huevos en las partes aéreas de árboles de hojas anchas, blancas y muertas, con troncos gruesos, y se tarda aproximadamente un mes desde el huevo hasta la eclosión. 
Las larvas viven y crecen en el árbol muerto y se alimentan del árbol muerto. El período larvario varía según el hábitat, las condiciones de temperatura, el sexo y las diferencias individuales, y es de 6 meses a 2 años. Las hembras tienden a madurar más rápido.
Para convertirse en pupa, se necesita alrededor de un mes para convertirse en pupa (prepupa) después de comenzar a hacer una cámara de pupa en primavera, y toma alrededor de un mes desde que emerge. Los individuos que emergen a principios del verano abandonan la cámara pupal aproximadamente dos meses después de la emergencia y comienzan sus actividades ese verano. Los individuos que emergen desde finales del verano hasta el otoño invernan en la cámara pupal tal como están, y comienzan sus actividades en el verano del año siguiente.
Dorcus hopei y Dorcus curvidens se encuentran en la región autónoma de Zhuang de Guangxi de China. Antes de 2000, Dorcus hopei y Dorcus curvidens se consideraban subespecies diferentes de la misma especie, pero debido a la existencia de áreas mixtas y diferencias en las características morfológicas, se convirtieron en especies diferentes. Además, aún no se ha encontrado el área mixta genéticamente más cercana con Dorcus grandis.

## Clasificación
Dorcus hopei se clasifica en 2 subespecies.
El análisis del ADN mitocondrial reveló que el escarabajo ciervo volante se separó de Dorcus hopei.
- D. h. hopei (subespecie nominal): China (al sur de Río Amarillo). La longitud máxima de los machos es de 78 mm y se desconoce la longitud de las hembras.

El cuerpo y la mandíbula grande son un poco gruesos. En individuos grandes, los dientes principales y los internos se superponen. El período de crecimiento es bastante corto.
- D. h. binodulosus: Japón, península de Corea, noreste de China. Los machos miden 21-76,5 mm, las hembras 22-48 mm.

El cuerpo y la mandíbula grande son un poco delgados. Incluso en individuos grandes, los dientes principales y los internos no se superponen. El período de crecimiento es ligeramente más largo.